# Тара Стронг
Тара Лин Стронг (на английски: Tara Lyn Strong) (родена Чарендоф (Charendoff) на 12 февруари 1973 г.) е канадска актриса, озвучаващ артист и певица, известна най-вече като глас в анимационни филми и сериали: гласът на Бен 10 от едноименната поредица, Спот и Хубавка от „101 далматинци“, Терънс от „Домът на Фостър за въображаеми приятели“, и пр.

## Личен живот
На 14 май 2000 г. се омъжва за бившия актьор Крейг Стронг, вече посредник при продажба на недвижими имоти. Семейството има двама сина – Сами (р. 5 февруари 2002 г.) и Ейдън (р. 25 август 2004 г.).